# Vauvillers (Haute-Saône)
Vauvillers település Franciaországban, Haute-Saône megyében. Lakosainak száma 611 fő (2022. január 1.). Vauvillers Pont-du-Bois, Alaincourt, Mailleroncourt-Saint-Pancras, Melincourt és Montdoré községekkel határos.

## Népesség
A település népessége az elmúlt években az alábbi módon változott:
| Lakosok száma | 670  | 674  | 694  | 660  | 643  | 625  | 620  | 616  | 611  |
|               | 2013 | 2015 | 2016 | 2017 | 2018 | 2019 | 2020 | 2021 | 2022 |